# Mort d'un pourri
Pour plus de détails, voir Fiche technique et Distribution.
Mort d'un pourri est un film français réalisé par Georges Lautner, sorti en 1977.

## Synopsis
Le député Philippe Dubaye réveille son ami Xavier « Xav » Maréchal, et lui apprend qu'il vient de tuer Serrano, son collègue à l’Assemblée nationale. Ce dernier lui demandait de démissionner, sinon il révélerait à la presse la corruption de Philippe Dubaye. Il avait comme preuve un cahier où il notait tous les actes de corruption d'un certain nombre de personnalités politiques. Philippe Dubaye, après avoir tué Serrano, s’empare du cahier pour le dissimuler.
Xavier Maréchal, à la demande de son ami Dubaye, récupère le dossier et le cache dans une consigne de la gare RER du quartier d'affaires de La Défense. Il fait la connaissance de Valérie Agostinelli, ancienne maîtresse de Philippe Dubaye. Ce dernier est ensuite assassiné.
La police cherche à enquêter sur le meurtre tandis que d'autres personnes, bien ou mal intentionnées, souhaitent récupérer le fameux cahier. Tout le monde courtise Xavier Maréchal, de manière subtile ou non : intimidation, corruption, saccage de son appartement... À la suite du meurtre de Christiane Dubaye, l’épouse de son ami assassiné, Xavier Maréchal diffuse par voie de presse quelques éléments du dossier, et compromet ainsi certains politiciens.
Lors d'une partie de chasse en Sologne, sur le chemin de laquelle il manque une fois de plus d'être atteint par des tueurs à gages, auxquels il échappe au terme d'une course-poursuite en camion, il est confronté à un mystérieux homme d'affaires, Nicolas Tomski, qui insiste lourdement auprès de lui pour récupérer le cahier. Mais Xavier Maréchal résiste à toutes les pressions et à toutes les menaces de représailles et de mort, car un seul nom l'intéresse : celui du meurtrier de son ami le député Dubaye.
Finalement, il obtient de la bouche de Fondari, homme d'affaires véreux, le nom du coupable que l'on découvre lors de la scène finale se déroulant dans la gare RER de La Défense.

## Fiche technique
- Titre : Mort d'un pourri
- Réalisation : Georges Lautner
- Scénario : Michel Audiard, Claude Sautet (script doctor), d'après le roman du même nom de Raf Vallet (alias Jean Laborde)
- Musique : Philippe Sarde
- Décors : Françoise De Leu et Alain Gaudry
- Costumes : Marie-Françoise Perochon
- Photographie : Henri Decaë
- Son : Michel Desrois
- Montage : Michelle David
- Production : Alain Delon
- Production déléguée : Norbert Saada
- Société de production : Adel Productions
- Société de distribution : Cinema International Corporation (France)
- Pays de production :  France
- Langue originale : français
- Format : couleur (Eastmancolor) — 35 mm — 1,66:1 — son monophonique
- Genre : policier
- Durée : 123 minutes
- Date de sortie : France : 7 décembre 1977
- France : Mention CNC[1] : tous publics (visa d'exploitation no 47360 délivré le 28 novembre 1977)
- Affiche : René Ferracci (France)

## Distribution
- Alain Delon : Xavier « Xav » Maréchal
- Ornella Muti : Valérie Agostinelli
- Stéphane Audran : Christiane Dubaye
- Mireille Darc : Françoise
- Maurice Ronet : Philippe Dubaye
- Michel Aumont : le commissaire Moreau
- Jean Bouise : le commissaire Pernais
- Daniel Ceccaldi : Me Lucien Lacor
- Julien Guiomar : Fondari
- Klaus Kinski : Nicolas Tomski
- François Chaumette : Lansac
- Xavier Depraz : Marcel
- Henri Virlogeux : Paul
- Colette Duval : la secrétaire de Serrano
- Carole Lange : la fille du vestiaire
- Gérard Hérold : Dupaire
- Abder El Kebir : Kébir
- Charles Moulin : Serrano
- Roger Muni : l'homme volé
- Claude Barichasse : le laveur de carreaux
- Émile Riandreys : l'employé de la morgue
- Philippe Castelli : le buraliste

### Non crédités
- Georges Tourdjmann : le photographe

- Jean Berger : Brumaire
- Jean-Paul Denizon : ?
- Sylvestre Warnia de Zarzecki : Simon
- Arlette Emmery : la standardiste
- Henri Guybet : le D.J.
- Maud Hacquard : ?
- Armel Issartel : ?
- Catherine Lachens : ?
- Patrick Laplace : Étienne
- Dominique Messali : la secrétaire de Xav
- Charles Millot : l'homme de main, adjoint de Marcel
- Jacques Pisias : ?
- Michel Ruhl : ?
- Yvan Tanguy : ?

## Production
En 1977, Alain Delon est au faîte de sa gloire et s'est lancé avec succès dans la production de ses films dans lesquels il est la tête d'affiche et n'hésite pas à prendre des risques financiers. Toutefois, depuis 1976, ses derniers films n'ont pas véritablement fonctionné au box-office, notamment Monsieur Klein, malgré son succès critique, qui n'est pas parvenu à totaliser plus de 711 000 entrées et Le Gang, l'un de ses derniers polars en date réalisé par Jacques Deray, a difficilement atteint le million d'entrées en fin d'exploitation.
Delon décide de retourner vers son genre de prédilection, le polar. Pour cela, il fait de nouveau appel au réalisateur Georges Lautner, qui l'avait fait tourner (caméo) dans Il était une fois un flic, mais surtout dans Les Seins de glace, également produit par l'acteur, lequel avait aimé tourner avec le metteur en scène. Or, le réalisateur est bloqué par un contrat pour un film avec Louis de Funès, Le Cactus, contrat qu'il lui est toutefois impossible d'honorer,. Apprenant cela, Delon aide Lautner à sortir de cette situation et lui envoie un avocat pour casser le contrat,.
Lautner écrit une première mouture du scénario avec son assistant Robin Davis, avant que leur travail soit repris par Michel Audiard, fréquent collaborateur du réalisateur, qui rendra un manuscrit plus complet ainsi qu'à placer ses dialogues. Claude Sautet participera également au scénario, mais ne sera pas crédité au générique.

## Musique
Le thème principal de la musique du film, signée Philippe Sarde, reprend un thème secondaire d’un autre film de Georges Lautner : On aura tout vu, dont la bande originale avait également été composée par Sarde. Stan Getz en est l’interprète au saxophone ténor.

## Accueil

### Box-office
Mort d'un pourri sort le 7 décembre 1977 dans vingt-trois salles et échoua à prendre la tête du box-office pour sa première semaine avec seulement 117 376 entrées, occupant la quatrième place du box-office français derrière Les Aventures de Bernard et Bianca, mais aussi Nous irons tous au paradis et Orca, ce dernier étant sorti le même jour et la deuxième place du box-office parisien avec 117 261 entrées dans 21 salles et une deuxième place.
La semaine suivante, le film connaît une plus large distribution avec 78 salles et parvient à remonter jusqu'à la deuxième place avec 226 646 entrées, dans un box-office encore dominé par Les Aventures de Bernard et Bianca et par la suite, connaît une assez bonne stabilité dans sa fréquentation, tout en restant dans le top 10 hebdomadaire et parvient à atteindre le million d'entrées durant sa sixième semaine d'exploitation. L'exploitation en salles de Mort d'un pourri se finit avec un résultat de 1 854 317 entrées, dont 605 767 entrées sur Paris et sa périphérie, un score mesuré mais qui permet à Alain Delon de renouer avec le succès commercial après les échecs de ses précédents films entre 1976 et 1977, Monsieur Klein (711 752 entrées), Comme un boomerang (787 208 entrées), Armaguedon (716 098 entrées) et L'Homme pressé (730 581 entrées) et le résultat du Gang, qui bien qu'ayant à peine dépassé le million d'entrées en fin d'exploitation, est toutefois une déception commerciale,.
- Union soviétique : 25 400 000 entrées[12].
- France : 1 854 317 entrées[12].
- Espagne : 213 064 entrées[12].
- Grèce : 127 120 entrées[12].
- Monde (incomplet) : 27 594 501 millions d'entrées.

## Distinctions
- 3e cérémonie des César 1978 : 
  - nomination au César du meilleur acteur pour Alain Delon ;
  - nomination au César du meilleur scénario original pour Michel Audiard.

## Autour du film
Le tournage s'avère assez difficile : Ornella Muti (l’un des rôles principaux) ne parle pas le français ; le premier chef opérateur, Maurice Fellous, renonce en plein travail et doit être remplacé par Henri Decaë ; Klaus Kinski n’étant pas disponible aux bonnes dates, ses scènes sont tournées avant que le scénario ne soit terminé.